# Liste des chefs de gouvernement tchécoslovaque
Cet article contient une liste des chefs de gouvernement de la Tchécoslovaquie durant toute l'existence de ce pays, c'est-à-dire du 28 octobre 1918 au 31 décembre 1992.

## République tchécoslovaque (Première République)
1. Tomáš Garrigue Masaryk, 14 octobre 1918 – 14 novembre 1918 (Gouvernement provisoire tchécoslovaque)
2. Karel Kramář, 14 novembre 1918 – 8 juillet 1919
3. Vlastimil Tusar, 8 juillet 1919 – 15 septembre 1920
4. Jan Černý, 15 septembre 1920 – 26 septembre 1921 (Gouvernement d'experts)
5. Edvard Beneš, 26 septembre 1921 – 7 octobre 1922
6. Antonín Švehla, 7 octobre 1922 – 18 mars 1926
7. Jan Černý, 18 mars 1926 – 12 septembre 1926 (Gouvernement d'experts)
8. Antonín Švehla, 12 septembre 1926 – 1er février 1929
9. František Udržal, 1er février 1929 – 29 octobre 1932
10. Jan Malypetr, 29 octobre 1932 – 5 novembre 1935
11. Milan Hodža, 5 novembre 1935 – 22 septembre 1938
12. Jan Syrový, 22 septembre 1938 – 4 octobre 1938 (Gouvernement d'experts)

## République tchécoslovaque (Deuxième République)
La seconde république commence le 30 septembre 1938.
1. Jan Syrový, 4 octobre 1938 – 1er décembre 1938
2. Rudolf Beran, 1er décembre 1938 – 15 mars 1939

## Protectorat de Bohême-Moravie,République slovaqueetGouvernement provisoire tchécoslovaque
1. Rudolf Beran (par intérim, 15 mars 1939 – 27 avril 1939), Alois Eliáš (27 avril 1939 – 28 septembre 1941), Jaroslav Krejčí (19 janvier 1942 – 19 janvier 1945) et Richard Bienert (19 janvier 1945 – 5 mai 1945) sont les premiers ministres du Protectorat de Bohême-Moravie
2. Jozef Tiso (14 mars 1939 – 29 octobre 1939), Vojtech Tuka (29 octobre 1939 – 5 septembre 1944) et Štefan Tiso (5 septembre 1944 – 4 avril 1945) sont les premiers ministres de la République slovaque
3. Jan Šrámek (21 juillet 1940 – 5 avril 1945) est en parallèle, depuis Londres, le premier ministre en exil de la République tchécoslovaque

## République tchécoslovaque (Troisième République)
1. Zdeněk Fierlinger, 5 avril 1945 – 2 juillet 1946
2. Klement Gottwald, 2 juillet 1946 – 15 juin 1948

## République socialiste tchécoslovaque
(L'adjectif "socialiste" n'est ajouté dans la dénomination constitutionnelle du pays qu'en 1960).
1. Klement Gottwald, 2 juillet 1946 – 15 juin 1948
2. Antonín Zápotocký, 15 juin 1948 – 21 mars 1953
3. Viliam Široký, 21 mars 1953 – 20 septembre 1963
4. Jozef Lenárt, 20 septembre 1963 – 8 avril 1968
5. Oldřich Černík, 8 avril 1968 – 28 janvier 1970
6. Lubomír Štrougal, 28 janvier 1970 – 11 octobre 1988
7. Ladislav Adamec, 12 septembre 1988 – 7 décembre 1989
8. Marián Čalfa, 7 décembre 1989 – 10 décembre 1989

## République fédérale tchèque et slovaque
1. Marián Čalfa, 10 décembre 1989 – 2 juillet 1992
2. Jan Stráský, 2 juillet 1992 – 31 décembre 1992